# Lexa (cantante)
Léa Cristina Lexa Araújo da Fonseca, nota semplicemente come Lexa (Rio de Janeiro, 22 febbraio 1995), è una cantante, personaggio televisivo e ballerina brasiliana.

## Discografia

### Album in studio
- 2015 – Disponível
- 2020 – Lexa
- 2024 – Mania

### EP
- 2015 – Posso ser
- 2022 – Luau da Lexa
- 2022 – Magnéticah
- 2023 – Essa fada

### Raccolte
- 2021 – Chama a Lexa

### Singoli
- 2016 – Se eu mandar
- 2016 – Já é
- 2017 – Vem que eu tô querendo
- 2017 – Movimento
- 2018 – Foco certo (feat. Rashid)
- 2018 – Sapequinha (con MC Lan)
- 2018 – Provocar (con Gloria Groove)
- 2019 – Só depois do carnaval
- 2019 – Amor bandido (con MC Kekel)
- 2019 – Chama ela (con Pedro Sampaio)
- 2019 – Combatchy (con Anitta e Luísa Sonza feat. MC Rebecca)
- 2020 – Bate palma (con MC JottaPê)
- 2020 – Aquecimento da Lexa
- 2020 – Treme tudo
- 2020 – Largadão
- 2020 – Tamo junto (Não desista) (con Carlinhos Brown)
- 2020 – De novo e de novo (feat. Psirico)
- 2020 – Quase lá (feat. Sorriso Maroto)
- 2020 – Quebrar seu coração (feat. Luísa Sonza)
- 2020 – Tremelique (con Ruxell e MC WM)
- 2021 – Bota o colete (con Hitmaker)
- 2021 – Taradinha (con Kevinho e Hitmaker)
- 2021 – Prazer, eu sou a Lexa
- 2021 – Bruta
- 2022 – Barbie (con Rebecca, Pocah e Danny Bond)
- 2022 – Kikada do ano (con Léo Santana)
- 2022 – Cavalgada (con Pabllo Vittar)
- 2022 – Tantas lembranças (con Gustavo Lins)
- 2023 – Flash volta (con Gustavo Mioto)
- 2023 – Libera a pressão
- 2023 – Rabisca (con Thiago Pantaleão)
- 2023 – Din din (con Luccas Carlos)
- 2024 – All In (con Luiza Possi)
- 2024 – Necessito
- 2024 – Me chama de Deli (con Igow)
- 2024 – Mania (con Soley)
- 2025 – Você e eu

## Televisione
- Diário da Lexa (2015; MTV)
- Saltibum (2016; MTV)
- Dancing Brasil (2017; Record)
- The Masked Singer Brasil (2022; TV Globo)
- Dança dos Famosos 21 (2024; TV Globo)